# تشارلي فرينش
تشارلي فرينش (بالإنجليزية: Charlie French) هو لاعب كرة قاعدة أمريكي، ولد في 12 أكتوبر 1883 في إنديانابوليس في الولايات المتحدة، وتوفي بنفس المكان في 30 مارس 1962.